# Луизи, Аллан
Сэр Аллан Фицджеральд Лоран Луизи (англ. Allan Fitzgerald Laurent Louisy; 5 сентября 1916, Лабори, Британские Наветренные острова  — 3 марта 2011, Лабори, Сент-Люсия) — премьер-министр Сент-Люсии (1979—1981).

## Биография
Родился в многодетной семье, в которой было 11 детей.
Окончил колледж Святой Марии, после чего поступил на государственную службу в департамент образования. Затем занялся адвокатской практикой. Становится почетным членом «Honourable Society of the Middle Temple Inn of United Kingdom» Великобритании и успешно защищает степень в области права. С 1949 г. — член адвокатского сословия (Bar) Сент-Люсии и Соединенного Королевства.
После двух лет занятия юридической практикой его назначают судьей Верховного суда Сент-Люсии. Он являлся старшим магистратом Верховного Суда в Антигуа и Барбуде и Ангилье и королевским прокурором в Монтсеррате и Доминике. Затем он становится резидентом магистрата Верховного Суда на Ямайке.
В 1964—1973 гг. — судья Восточно-Карибского Верховного суда.
В 1973 г. объявляет о своей отставке и резко меняет свою карьеру, уйдя в политику, чтобы возглавить в 1974 г. список Лейбористской партии Сент-Люсии на всеобщих выборах; в 1974—1979 гг. — лидер оппозиции в парламенте. Вместе с профсоюзным лидером страны Джорджем Одлумом был активным противником независимости от Великобритании. В 1979 г. возглавлял делегацию парламентской оппозиции по вопросу о предоставлении независимости Сент-Люсии.
2 июля 1979 года, через четыре месяца после провозглашения суверенитета, возглавляемые им лейбористы одержали победу на досрочных парламентских выборах. Луизи становится первым премьер-министром как глава партии, победившей на выборах в постколониальной Сент-Люсии. За непродолжительный период нахождения у власти возглавляемый им кабинет сумел создать Национальный коммерческий банк и Банк развития Сент-Люсии, отменить оплату за медицинские услуги. Однако вскоре в партии развернулась острая борьба между её правым и левым крылом. Ведущие профсоюзы страны выступили категорически против разработанного премьером финансового плана оздоровления экономики, объединение государственных служащих и профсоюз учителей объявили забастовку. 4 мая 1981 г., когда его план развития был окончательно отвергнут, а ключевые члены кабинета министров объявили о своей отставке, Луизи был вынужден покинуть свой пост.
Вернувшись в родной Лабори, занялся юридической практикой и оказывал правовую помощь местным жителям.